# Helipuerto de Algeciras
El Helipuerto de Algeciras es un helipuerto público situado en el puerto de Algeciras (Cádiz, España). Constituye el segundo helipuerto de la red AENA tras el helipuerto de Ceuta.

## Instalaciones
El helipuerto se divide en dos partes: la terminal de pasajeros y la plataforma de despegue y aterrizaje. La terminal de pasajeros es parte de la ya existente en el puerto de Algeciras, en la que se adaptó una zona para atender las necesidades del helipuerto. La plataforma, en cambio, se sitúa en la cubierta del aparcamiento del puerto de Algeciras, para lo que se modificó la última planta del aparcamiento situando una estructura metálica que incluye la zona de aterrizaje y las instalaciones de bomberos y mantenimiento. Esta plataforma tiene 2400 m² y se sitúa a 30 m s. n. m. La terminal y la plataforma están unidas por unas pasarelas exteriores cubiertas. El coste ha sido superior a los 7 millones de euros.
Se encuentra a 500 metros de la estación de ferrocarril y la estación de autobuses de Algeciras.

## Servicios
El helipuerto utiliza los servicios y el aparcamiento del puerto de Algeciras. No dispone de depósitos de combustible para helicópteros por falta de espacio, por lo que no se puede repostar en él.

## Destinos
Destinos operados actualmente:
El helipuerto tiene como principal objetivo la conexión con el helipuerto de Ceuta, con un tiempo de vuelo de 7 minutos. La conexión es operada actualmente por Hélity Copters con helicópteros AgustaWestland AW139 con una capacidad de 15 pasajeros.